# Papuana huebneri
Papuana huebneri är en skalbaggsart som beskrevs av Leon Fairmaire 1879. Papuana huebneri ingår i släktet Papuana och familjen Dynastidae. Utöver nominatformen finns också underarten P. h. fallax.